# Hafen Tacoma

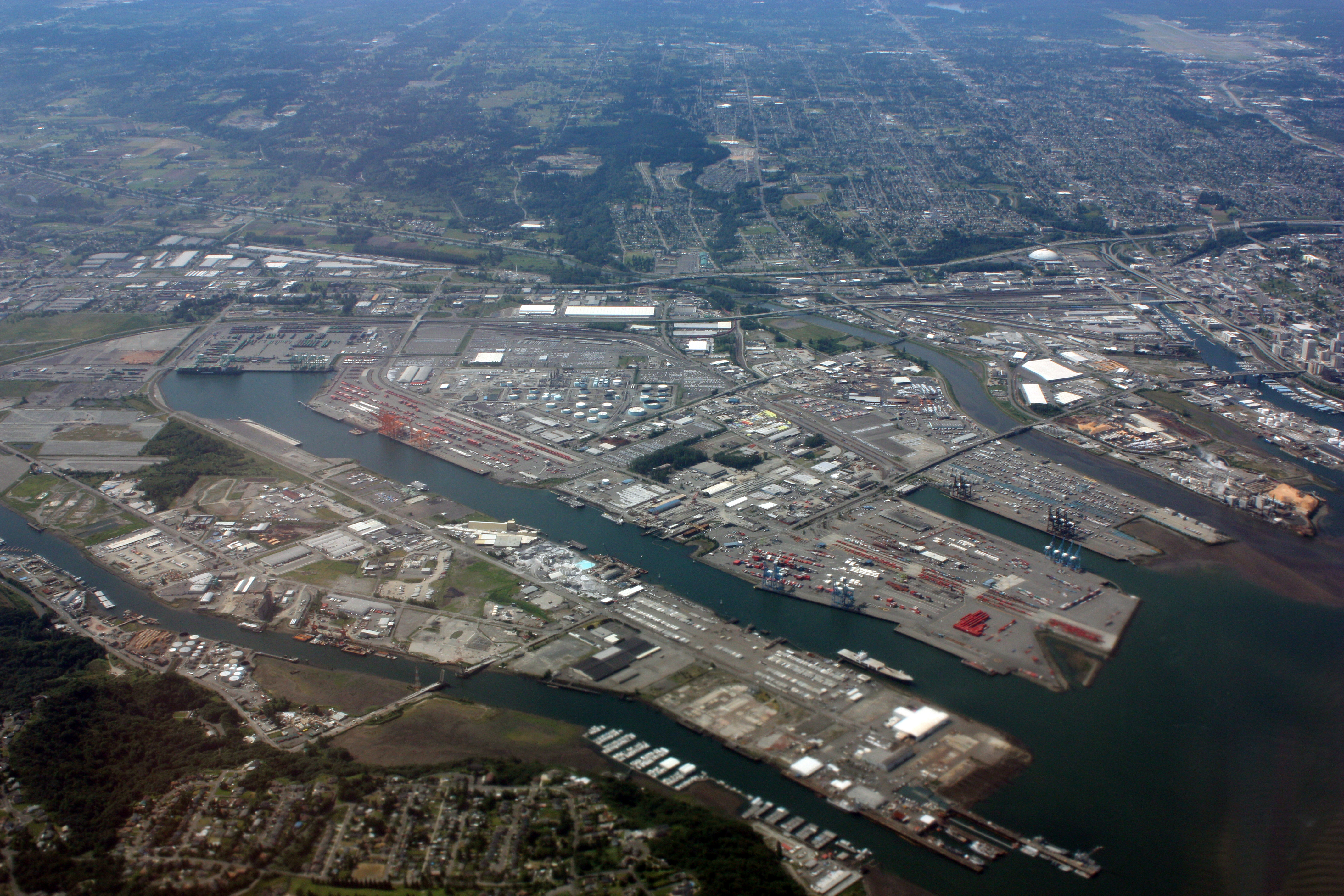
Hafen Tacoma mit der Commencement Bay (unten rechts) und dem Puyallup River (obere Bildmitte)

Der Hafen Tacoma (engl. Port of Tacoma) ist ein großer Seehafen in Tacoma im US-Bundesstaat Washington.
Der weit überwiegende Teil des Hafens wird zum Frachtumschlag genutzt. Er ist einer von über 70 Seehäfen im Bundesstaat. Hafenbetreiber ist die Stadtverwaltung Tacoma, vertreten durch die Port of Tacoma Commission.

## Geschichte
Die Geschichte geht auf den 5. November 1918 zurück, als in der Bucht Commencement Bay der dortige Naturhafen baulich befestigt wurde; das erste Schiff (Edmore) lief 1921 ein.

## Lage
Der Tidenhafen befindet sich im nördlichen Teil der Großstadt Tacoma im Pierce County im Pazifischen Nordwesten. Der Zugang von und zum Pazifischen Ozean erfolgt über den Puget Sound; dort im Süden des Sundes befindet sich der Hafen.

## Anlagen und Einrichtungen
Die Hafenanlagen haben eine Fläche von 972 Hektar, folgende Anleger bestehen:
- PM Terminal
- Blair Terminal
- Pierce County Terminal
- Husky Terminal
- Terminal 7
- Olympic Container Terminal
- TOTE
- Washington United Terminals
- Weyco

Der Hafenbetreiber beschäftigt ca. 250 Mitarbeiter. Indirekt sind 43.000 Menschen durch den Hafen und seinen Betrieb beschäftigt.

## Wirtschaftsleistung
Jährlich werden zwischen 9 und 13 Mio. Tonnen Fracht umgeschlagen. Über 70 % der gelöschten Importgüter werden auf dem Schienenweg, meist in Containern, zu den Märkten östlich des Bundesstaates weiterbefördert.